# Tiberius Junius Brutus
Tiberius Junius Brutus was een zoon van een van de twee eerste Romeinse consuls Lucius Junius Brutus. Hij nam samen met zijn broer Titus Junius Brutus deel aan een aristocratische samenzwering tegen de jonge Romeinse Republiek. Een slaaf verried hen, de samenzweerders werden gevangengenomen en voor hun vader gebracht. Deze liet allen, ook zijn zoons, terechtstellen. De slaaf werd vrijgelaten en verkreeg het Romeinse burgerrecht.

## Antieke bronnen
- (la)  Livius, Ab Urbe Condita II 5
- (grc) (fr)  Dionysius van Halicarnassus, Ῥωμαϊκὴ Ἀρχαιολογία (Antiquités romaines) V, 6-8 (V, II, II-VI), Grieks origineel en Franse vertaling
- (en)  Dionysius van Halicarnassus, Roman Antiquities, V, 6-8, Engelse vertaling
- (la)  Sextus Aurelius Victor, Incerti avctoris liber de viris illvstribvs vrbis Romae, 10, Latijn